# Verantwoording
Verantwoording is een begrip dat in zijn algemeenheid verwijst naar het  uitleggen of verklaren van iets tegenover derden, waarbij specifiek gedacht moet worden aan een door degene die verantwoordt verrichte prestatie of handeling. Men spreekt in dit verband veelal van het "afleggen van [de] verantwoording [over iets]". Er is een duidelijke relatie tussen de verantwoordelijke persoon of instantie (de actor) en degene aan wie de verantwoording wordt afgelegd (het forum). Daarbij is in het algemeen sprake van verschillende fasen, vormen, actoren en fora.
Verantwoording wordt vaak verward met verantwoordelijkheid. Dit laatste verwijst echter naar de verplichting om iets tot een goed einde te brengen, of het aansprakelijk voor iets zijn. 

## Definitie
Een mogelijke definitie van verantwoording is: ‘er is een relatie tussen een actor en een forum, de actor voelt zich verplicht om informatie te verstrekken, het forum kan vragen stellen en een beoordeling maken die consequenties heeft voor de actor’.

## Fasen van verantwoording
1. Informatiefase De actor voelt zich in deze fase verplicht om informatie te verstrekken aan het forum. Het kan gaan om informatie over handelen, prestaties, producten en/of processen.
2. Debatfase In deze fase kan het forum nadere vragen stellen aan de actor en debatteren over de verstrekte informatie en mening over het optreden van de actor. Het is een fase van vragen en antwoorden, wat verwijst naar het semantische begrip van ‘verantwoorden’.
3. Beoordelingsfase Meestal is er ten slotte sprake van een oordeel dat wordt geveld door het forum. Het gaat dan om het goed- of afkeuren van gedane zaken. Aan het oordeel kan een consequentie worden verbonden. Dit geldt zowel voor negatieve als positieve oordelen. Bij een negatief oordeel kan bijvoorbeeld het budget worden verkleind, bij een positief oordeel kan dit juist worden vergroot. Consequenties kunnen ook impliciet of indirect zijn, bijvoorbeeld reputatieschade door een negatieve beoordeling.

## Vormen van verantwoording
Er zijn verschillende vormen van verantwoording die worden geordend in drie verschillende categorieën. Het gaat dan om de aard van het forum (aan wie wordt verantwoording afgelegd?), de aard van het optreden (waarover wordt verantwoording afgelegd?), en de aard van de relatie tussen actor en forum (waarom wordt verantwoording afgelegd?).

### Aard van het forum
- politieke verantwoording: het gaat dan om politieke fora als volksvertegenwoordigers, kiezers, politieke partijen en de media
- juridische verantwoording: hierbij gaat het om juridische fora zoals rechtbanken
- administratieve verantwoording: fora zoals financiële of bestuurlijke toezichthouders, bijvoorbeeld ombudslieden, rekenkamers en onafhankelijke autoriteiten
- professionele verantwoording: het forum wordt gevormd door vakgenoten op basis van peer review, voornamelijk door beroepsverenigingen, tuchtrechtspraak en visitatiecommissies
- maatschappelijke verantwoording: fora als belangengroepen, burgers en maatschappelijke organisaties

### Aard van het optreden
- financiële verantwoording: centraal staan de financiën en de besteding daarvan
- procesverantwoording: centraal staat het proces dat gevolgd is in de uitvoering van taken
- beleidsmatige verantwoording: centraal staat de effectiviteit en doelmatigheid van de uitvoering

### Aard van de relatie
- verticale verantwoording: het forum heeft formele macht over de actor op basis van hiërarchie en berustend op wettelijke grondslag
- horizontale verantwoording: vrijwillige verantwoording door de actor aan het forum
- diagonale verantwoording: een tussenvorm waarbij er geen directe hiërarchische relatie is tussen actor en forum, maar waarbij informele macht wordt ingezet om verantwoording af te dwingen. Een voorbeeld hiervan is de Nationale Ombudsman.